# Xanthomantis
Xanthomantis es un género de mantis  (insectos del orden Mantodea) que cuenta con las siguientes especies. Es originario de Asia.

## Especies
- Xanthomantis bimaculata
- Xanthomantis flava
- Xanthomantis malayana
- Xanthomantis mantispoides
- Xanthomantis ornata